# 日本車輛製造

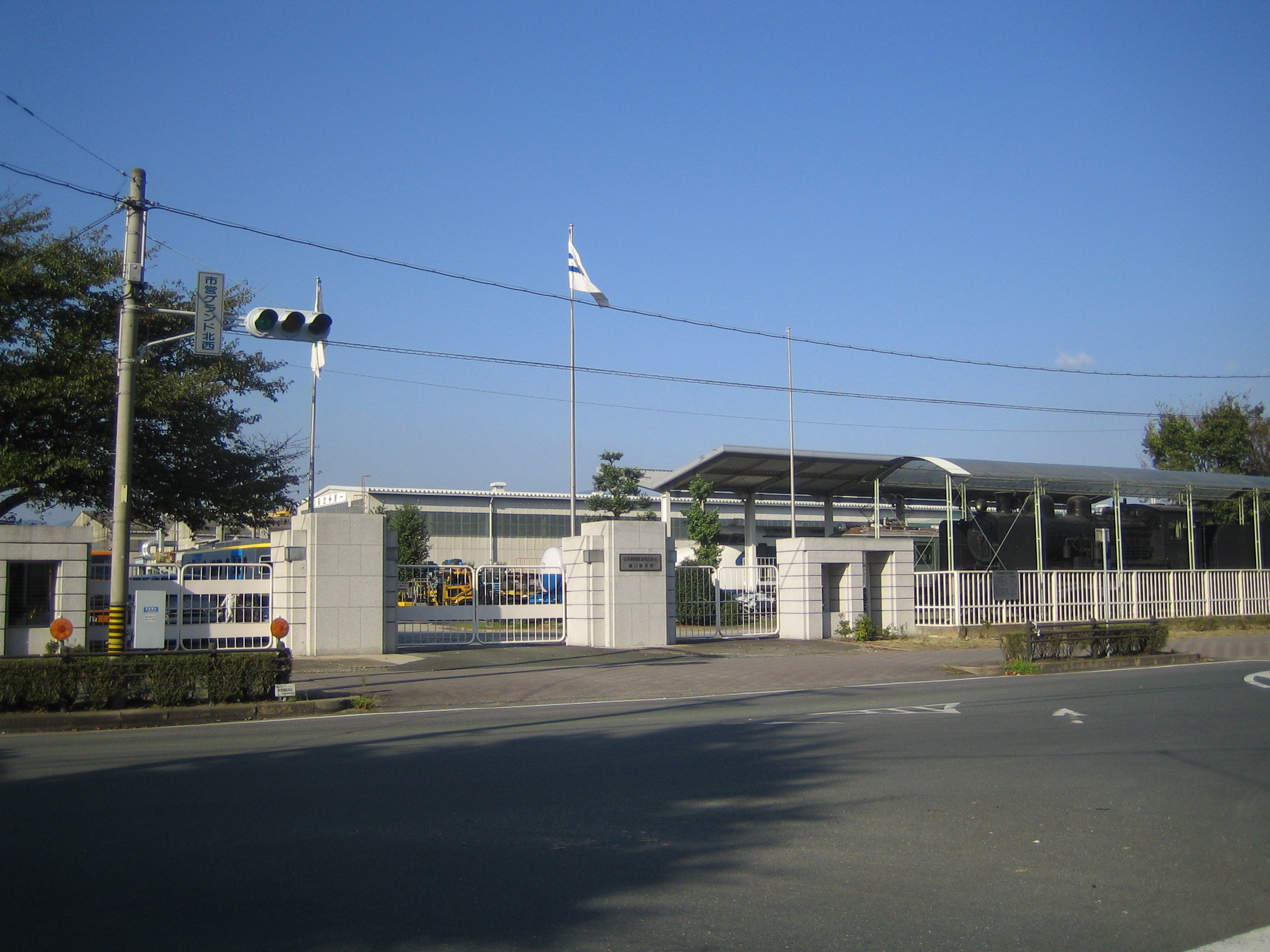
日本車輛製造豐川製作所

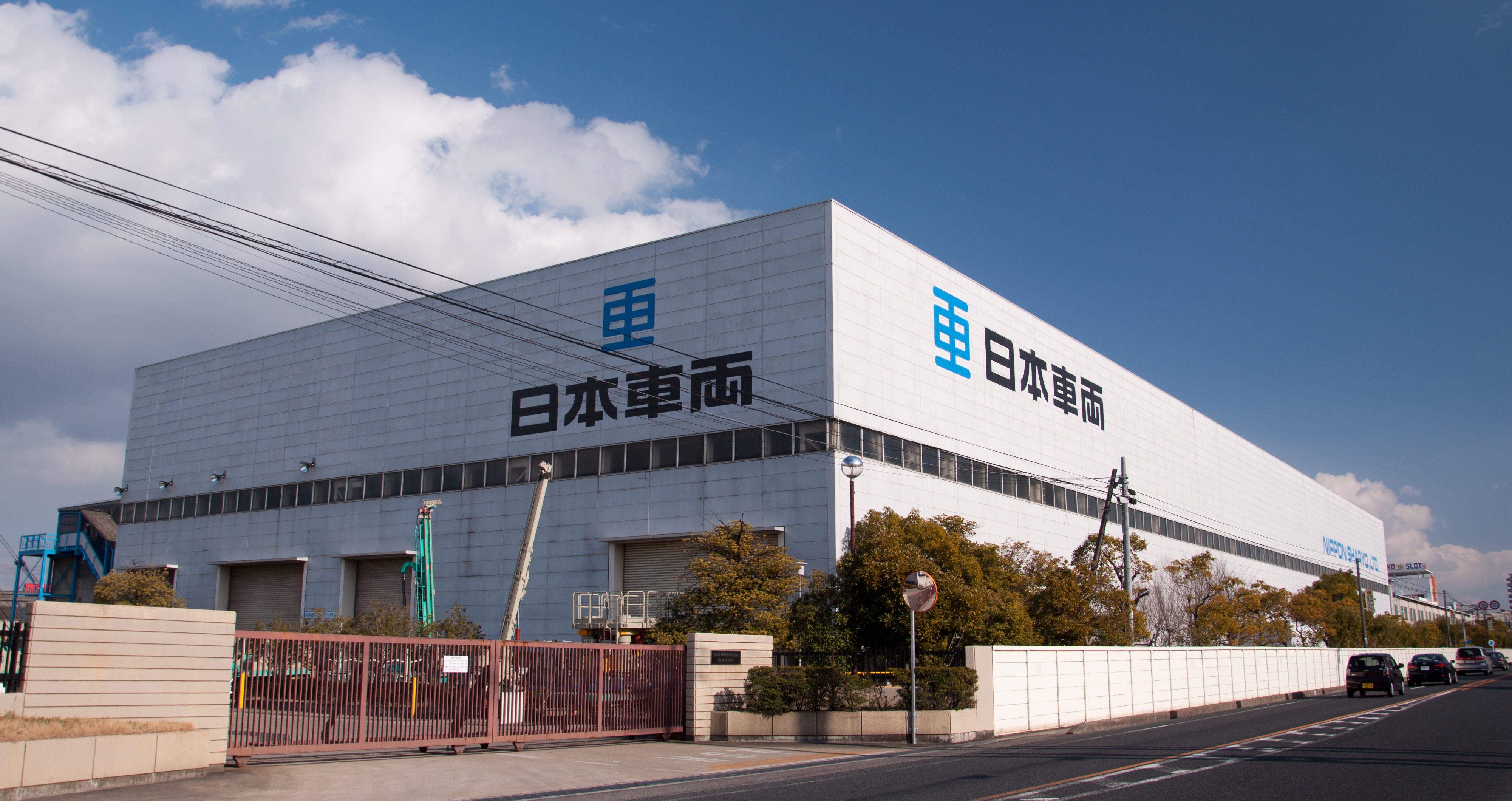
日本車輛製造鳴海製作所

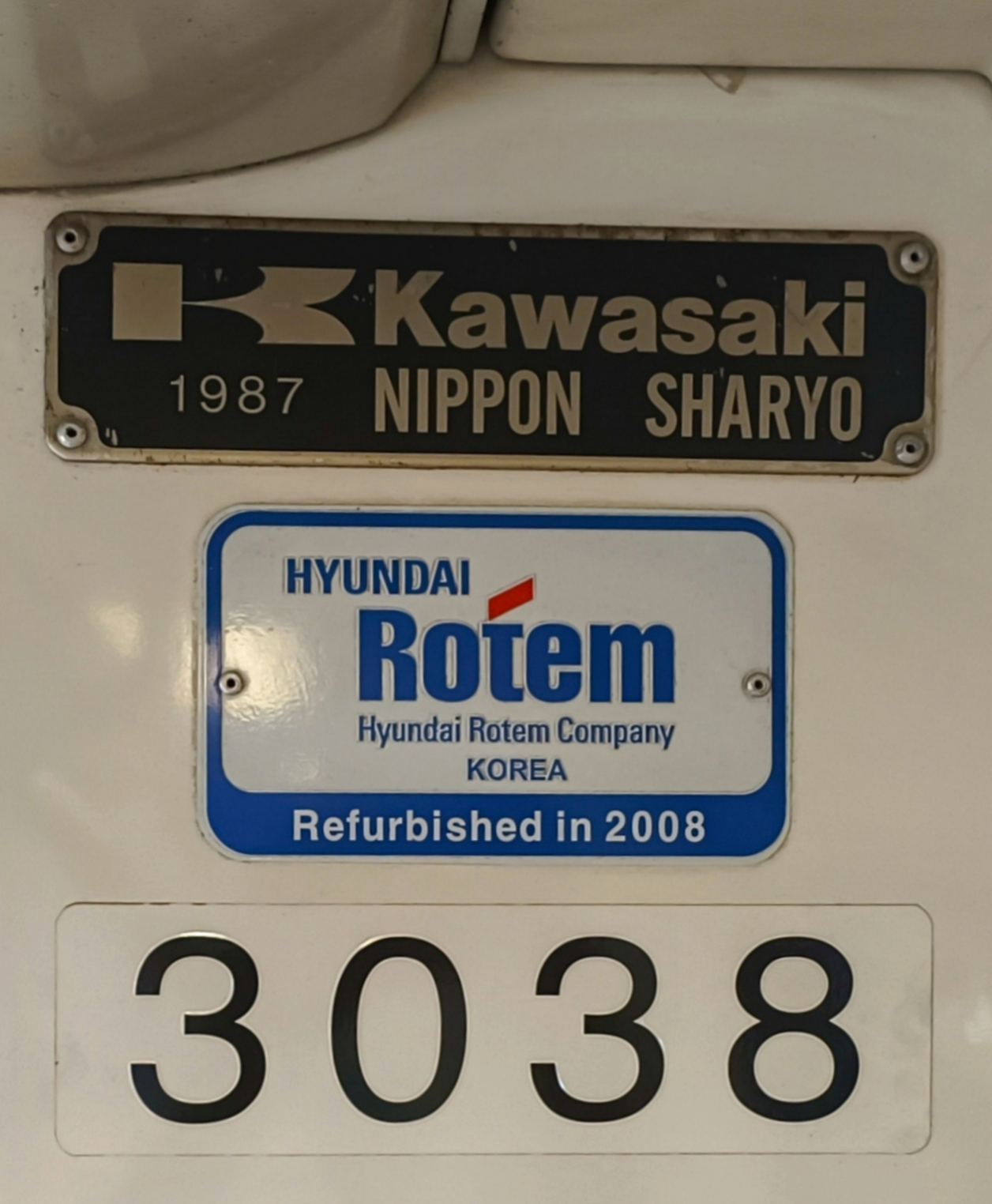
新加坡地铁C151型川崎重工与日本車輛製造銘板

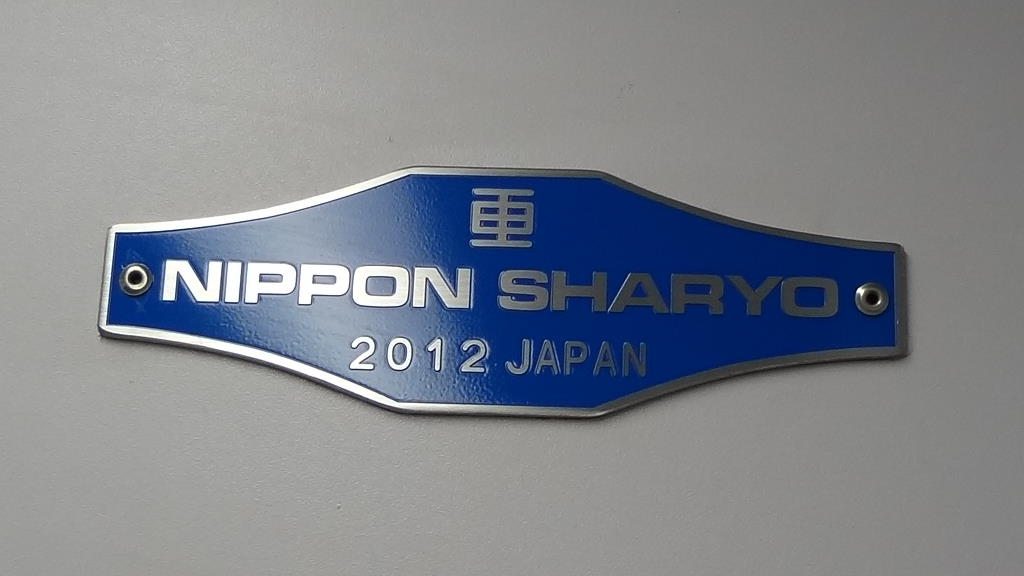
台鐵EMU800型ED801日本車輛製造銘板

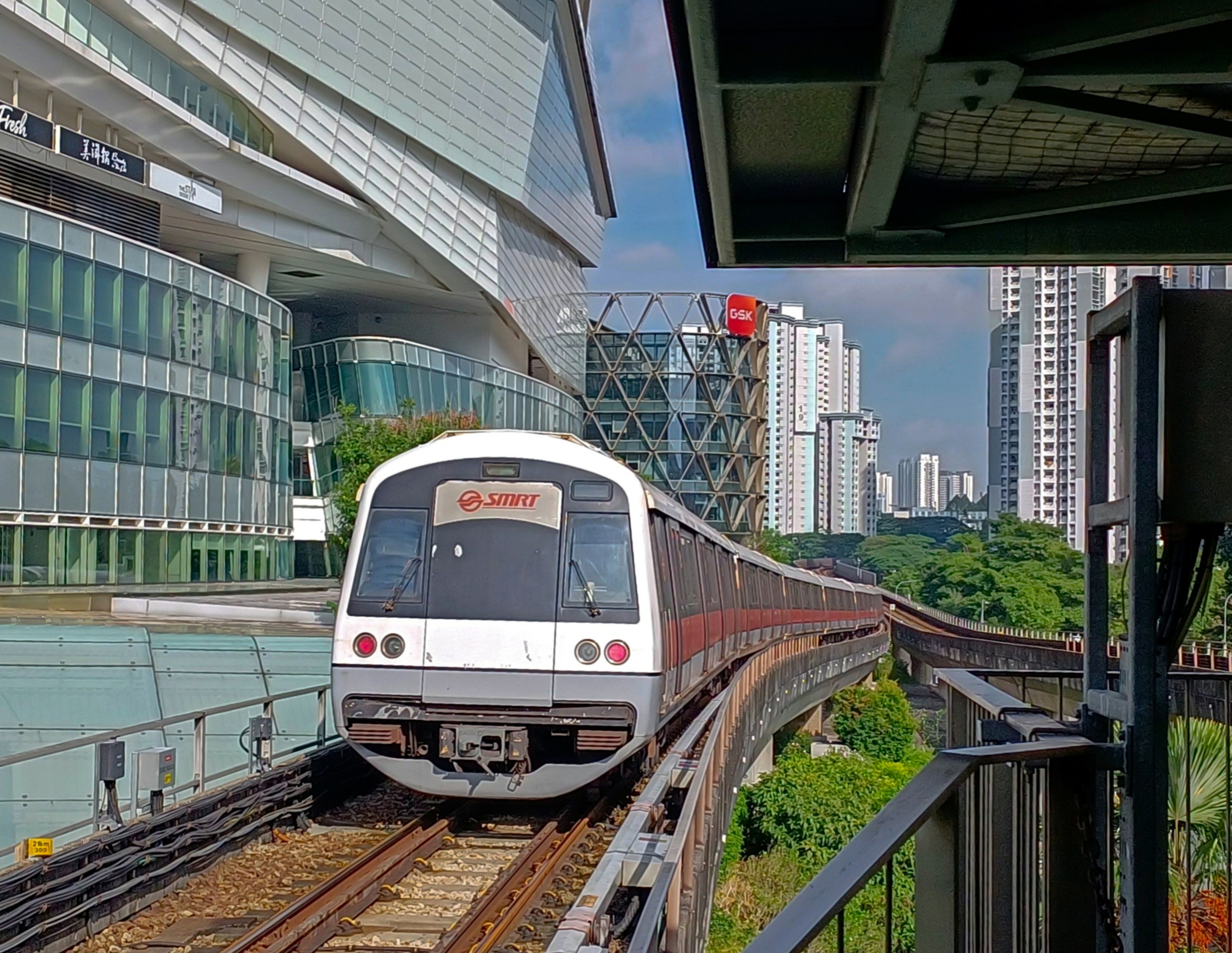
新加坡地铁C751B型

日本車輛製造株式會社（日本車輌製造株式会社；Nippon Sharyo, Ltd. 東證1部：7102）為日本特種車輛生產商之一，簡稱日本車輛，產品包括鐵路車輛、工程車輛、橋梁建造等。
日本車輛於1896年創立，總部設於愛知縣名古屋市熱田區，現時分別在豐川、鳴海及衣浦等地設有廠房。2008年10月，東海旅客鐵道（JR東海）收購日本車輛。

## 工廠
- 豐川製作所（愛知縣豐川市）

製作鐵路車輛、油罐車、田螺車
- 鳴海製作所（愛知縣名古屋市綠區）

製作工程車輛、發電装置

#### 衣浦製作所（愛知縣半田市）
製作橋梁、水閘

## 生產車輛

### 日本客戶

#### JR磁浮
- L0系高速列车

#### 新幹線
有3918節新幹線列車是由日本車輛製造。
- JR東海・西日本N700A新幹線(N700系1000番台)
- JR西日本N700系新幹線(7000番台)
- JR東海・西日本N700系新幹線
- JR東海700系新幹線
- JR西日本700系新幹線(3000番台)
- JR西日本700系新幹線(7000番台）
- JR西日本500系新幹線
- JR東日本E2系新幹線(1000番台)
- JR東日本E2系新幹線
- 試驗（檢測）車輛（例如：新幹線923型高速綜合檢測列車）
- 0系新幹線
- 200系新幹線
- 100系新幹線
- 300系新幹線

#### 特急型車輛[2]
- 小田急電鐵70000型特急電車「GSE」
- 京成電鐵AE型特急電車「新型スカイライナー」
- 名古屋鐵道1700系-2300系特急電車
- 小田急電鐵60000型特急電車「MSE」
- 小田急電鐵50000型特急電車「VSE」
- 名古屋鐵道2200系特急電車
- 名古屋鐵道2000系「ミュースカイ」特急電車
- JR西日本KiHa187型特急形氣動車
- JR西日本683系2000番台特急電車
- 名古屋鐵道1600系特急電車
- 京成電鐵AE100型特急電車「スカイライナー」
- 小田急電鐵30000型特急電車「EXE」
- JR四國8000系特急電車
- JR東海285系寝台特急電車「サンライズエクスプレス」
- JR東海KiHa85系特急柴聯車「ワイドビュー南紀」
- JR東海KiHa85系特急柴聯車「ワイドビューひだ」
- JR東海371系
- JR東海373系特急電車「ワイドビュー伊那路」「ワイドビューふじかわ」
- JR東海383系特急電車「ワイドビューしなの」
- JR東日本E351系特急電車「スーパーあずさ」

#### 通勤型車輛[3]
- 由利高原鐵道YR-3000型柴聯車
- JR東海KiHa25型
- 松浦鐵道MR-600型柴聯車3次車&5次車
- 京成3000型&3050型電聯車
- 愛知環狀鐵道2000系電聯車6次車
- 名古屋鐵道4000系電聯車
- 2代名古屋鐵道5000系電聯車
- JR九州KiHa 200系柴聯車
- 北總鐵道7500型
- 京王9000系電聯車30番台
- 新京成電鐵N800型
- 3代名古屋鐵道3300系&3150系
- 名古屋臨海高速鐵道1000型電聯車
- 真岡鐵道14型柴聯車
- 名古屋鐵道300系電聯車
- 小田急電鐵3000型電聯車
- 京成電鐵3700型電聯車
- 名古屋鐵道3100・3700系
- 遠州鐵道1000型電聯車
- 遠州鐵道2000型電聯車
- JR東日本215系「湘南ライナー」「快速アクティー」
- JR東海211系
- JR東海313系
- JR東海315系
- JR東海313系8000代「セントラルライナー」
- 小田急電鐵2000型電聯車
- 北總鐵道9100型「C－Flyer」
- 新京成電鐵8900型電聯車
- 京王電鐵8000系

#### 地下鐵型車輛[4]
- 東京地下鐵丸之内線2000系
- 東京都交通局大江戶線12-600型2次車
- 名古屋市交通局N3000型
- 東京地下鐵銀座線1000系
- 名古屋市交通局6050型
- 東京地下鐵9000系5次車
- 名古屋市交通局 N1000型
- 橫濱市交通局3000S型&3000R型
- 東京地下鐵08系
- 福岡市交通局2000系
- 大阪市交通局21・24系
- 名古屋市交通局7000型
- 名古屋市交通局3050型
- 名古屋市交通局5050型
- 名古屋市交通局2000型
- 名古屋市交通局6000型
- 東京都交通局 12-000型
- 東京地下鐵07系

### 海外客戶
日本車輛非常積極拓展海外市場，目前根據其網站資料，該公司製造之火車已外銷到九個國家和地區。

#### 臺灣
- 台灣高速鐵路：700T型（部分車輛）
- 台灣鐵路公司：
  - 機車：C12型蒸汽機車、LC12型蒸汽機車、LD10型蒸汽機車、LD50型蒸汽機車
  - 客車：35TP32850型三等客車、35SP32700型二等坐臥兩用客車、35SP32750型觀光號客車、35SP32850/32950型莒光號客車
  - 電聯車：EMU700型（EMU701~703）、EMU800型（EMU801+802、EMU803+804）、TEMU2000型
  - 柴聯車：DR1000型(DR1001~1002)、DR3100型(DR3101+DR3151+DR3102)
- 煜翔機械股份有限公司：
  - 調車機 : DB251
- 阿里山森林鐵路：
  - DPC中興號、光復號客車、第六代柴油機車、第七代柴油機車(DL-45、DL-46)
- 太平山森林鐵路:
  - 蒸氣機車、DPC中華號

#### 加拿大
- Metrolinx 多伦多机场快线Union Pearson Express

#### 美國
- METRA2階建電車"ハイライナー2"
- NICTD2階建電車
- VRE2階建客車
- METRA2階建電車"ハイライナー"
- METRA2階建客車
- NICTD通勤電車
- PCJPB 2階建客車
- METRA 2階建客車
- LACMTA軽快路面電車
- MARC通勤客車
- CALTRANS2階建客車
- NICTD通勤電車

#### 委內瑞拉
- 加拉加斯近郊铁路

#### 巴西
- 電車

#### 阿根廷
- 電車

#### 菲律賓
- 都市圏軽軌道公社 LRT1号線車輛

#### 泰國
- 国鐵寝台車
- 国鐵氣動車

#### 印尼
- 近郊電車

## 爭議

### 台鐵TEMU2000型電聯車製造缺失
- 據多家台灣媒體報導，在2018年宜蘭普悠瑪列車出軌事故發生後，日本車輛製造坦承，銷售給台灣鐵路管理局普悠瑪號列車在製造階段就未按照設計圖於遠端監視接線施工，致交車時即缺少遠端監視功能，導致台鐵行車控制中心沒辦法收到列車駕駛員關閉安全裝置的訊息。而且賣給台灣的所有台鐵TEMU2000型電聯車，19輛都有相同問題。[6][7][8][9][10][11]

## 外部連結
- 日本車輛製造 （页面存档备份，存于）（日語）（英文）